# Arroz con gandules

El arroz con gandules es una combinación de arroz, gandules y cerdo cocinados en la misma olla con un sofrito de origen puertorriqueño. Es el plato insignia de la gastronomía puertorriqueña, siendo también popular en el Caribe y el norte de Sudamérica.

## Preparación

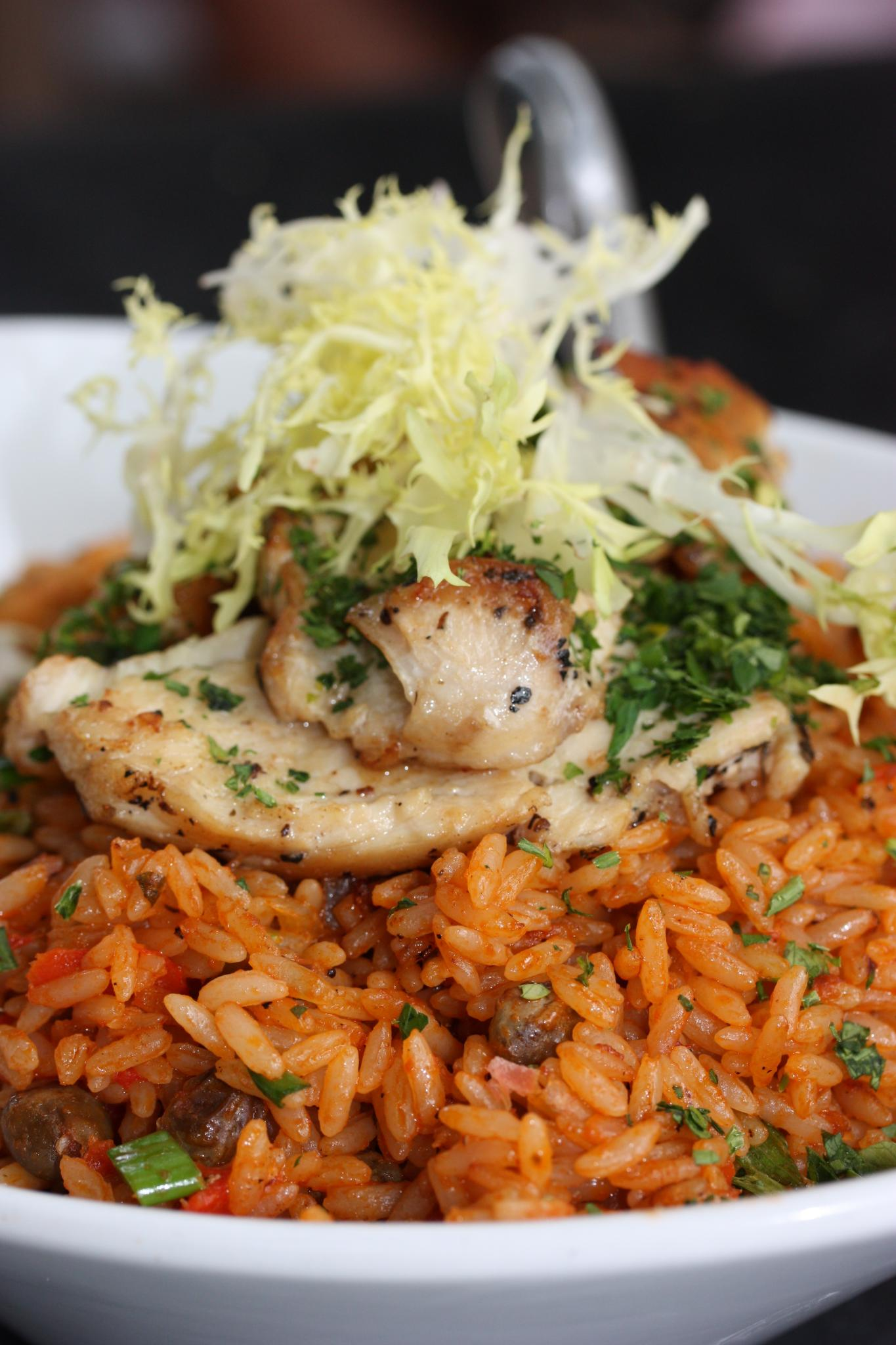
Arroz con gandules y pollo

El plato se sirve principalmente en fiestas, estando presente en la mesa navideña puertorriqueña. El arroz se cocina con aceite de oliva en el que se ha infundido semillas de achiote. Se añaden gandules (similares a los guisantes), sal, pimienta, hoja de laurel, sofrito, aceitunas, alcaparras,  en unas recetas comino, caldo y una carne, normalmente jamón ahumado, cerdo o pavo, aunque puede sustituirse por jamón cocido, panceta o chorizo. El orégano brujo es también un ingrediente muy popular. El arroz se cubre entonces con una hoja de plátano. Cuando está listo, el arroz toma un color amarillo anaranjado.